# HD63401
HD63401 — хімічно пекулярна зоря спектрального класу B9, що має видиму зоряну величину в смузі V приблизно  6,3.
Вона  розташована на відстані близько 685,2 світлових років від Сонця.

## Фізичні характеристики
Телескоп Гіппаркос зареєстрував фотометричну змінність  даної зорі з періодом    2,41 доби в межах від  Hmin= 6,30 до  Hmax= 6,24.

## Пекулярний хімічний склад
Зоряна атмосфера HD63401 має підвищений вміст 
Si
.

## Магнітне поле
Спектр даної зорі вказує на наявність магнітного поля у її зоряній атмосфері.
Напруженість повздовжної компоненти поля оціненої з аналізу
становить  280,0± 210,0 Гаус.